# Oberschlesisches Eichendorff-Kultur- und Begegnungszentrum
Das Oberschlesische Eichendorff-Kultur- und Begegnungszentrum (OEKB; polnisch Górnośląskie Centrum Kultury i Spotkań im. Eichendorffa), das am 12. Juli 2000 eingeweiht wurde, befindet sich im polnischen Lubowitz (Łubowice). Dieses Kultur- und Begegnungszentrum ist im Besitz der 1999 neu gegründeten „Stiftung Oberschlesisches Eichendorff Kultur- und Begegnungszentrum“.

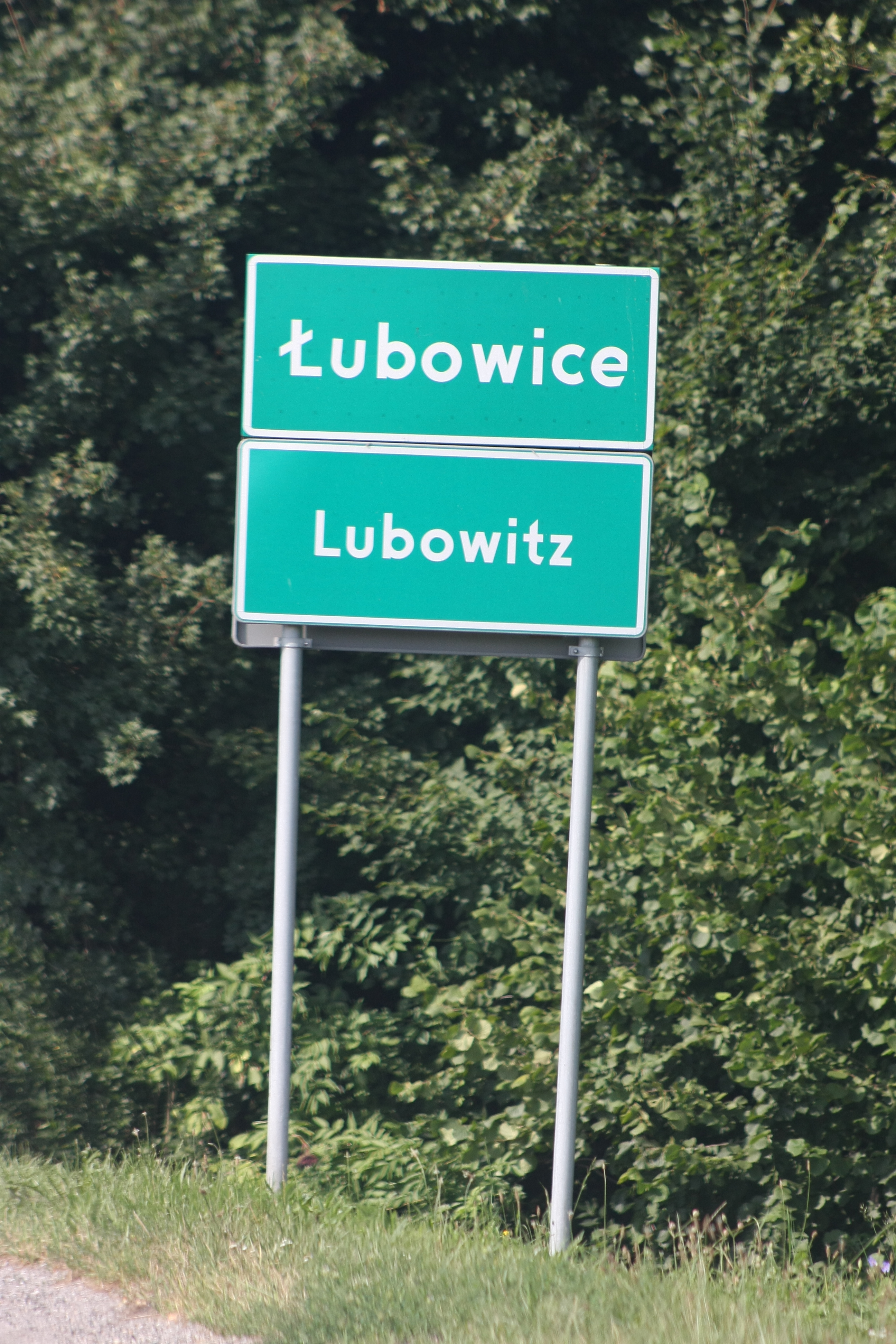
Eine der ersten zweisprachigen Ortstafeln

## Geschichte des „Oberschlesischen Eichendorff-Kultur- und Begegnungszentrums“

### Gründung des Eichendorff-Vereins
Im Jahre 1989 entstand in Lubowitz eine Initiativgruppe, die den Eichendorff-Verein gründete. Der Verein, dessen gerichtliche Registrierung erst nach dem Zusammenbruch des kommunistischen Regimes und der Anerkennung der Existenz der deutschen Minderheit möglich war, ist neben den Bezirksverbänden der Sozial-Kulturellen Gesellschaft der Deutschen im Oppelner Schlesien (SKGD) in der Wojewodschaft Schlesien und in Oppeln, dem landesweiten Zusammenschluss deutscher Minderheitsverbände Verband der deutschen sozial-kulturellen Gesellschaften in Polen (VdG) sowie der Landgemeinde Rudnik, in deren Grenzen Lubowitz liegt, Stifter des Eichendorffzentrums.

### Hauptziele des Eichendorff-Vereins

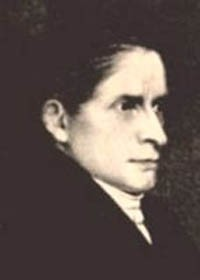
Joseph von Eichendorff

Gemäß der Satzung ist das Hauptziel des Vereins, Objekte, die mit Joseph Freiherr von Eichendorff in Verbindung stehen, zu betreuen – insbesondere die Schlossruine, den alten Friedhof, den Lubowitzer Schlosspark sowie die Grabstätte des Dichters und seiner Ehefrau in Neisse. Der Verein bemüht sich um die Pflege der Eichendorffschen Poesie sowie um die Sammlung von Dokumenten und Andenken, die mit Eichendorff in Verbindung stehen. Die Restaurierung des 1945 zerstörten Eichendorffschen Geburtshauses, des Schlosses in Lubowitz, zu ermöglichen gehört ebenso zu den Zielen wie Beiträge zur Pflege der deutschen und oberschlesischen Kultur und der Traditionen Schlesiens. Der Verein konnte das Areal um die Schlossruine durch ehrenamtliches Engagement in einem ansehnlichen Zustand versetzen. Der Verein erwarb zudem angrenzende bebaute Grundstücke mit einer Gesamtfläche von 3½ Hektar, die einst im Besitz der Familie Eichendorff waren.
Die Restaurierung sowie die Ausstattung des Hauses wurden von deutschen Ministerien und von der Gemeinde Rudnik finanziert.
Im Jahre 1999 brachte der Eichendorff-Verein als einer der Stifter den gesamten Komplex in die neu gegründete „Stiftung Oberschlesisches Eichendorff Kultur- und Begegnungszentrum“ ein. Der Aussiedlerbeauftragte der Bundesregierung, Jochen Welt MdB (SPD), erinnerte bei der Einweihung des Hauses am 12. Juli 2000 daran, „dass das Vorhaben, die in Lubowitz vorhandenen Eichendorff-Gedenkstätten auszubauen auf der ,Gemeinsamen Erklärung’ vom 14. November 1989“ der damaligen Regierungschefs Kohl und Mazowiecki beruhe". Auf Vermittlung des bayrischen Ministerialrats Norbert Willisch war im Juli 2000 auch der Showmaster oberschlesischer Herkunft, Thomas Gottschalk, in Lubowitz und spendete dem Zentrum 50.000 DM.
Mit der 2003 abgeschlossenen Restaurierung des ehemaligen Schulgebäudes zwischen dem Begegnungszentrum und der Schlossruine bietet sich das Eichendorffzentrum inzwischen auch als Tagungszentrum an. Im Schulnebengebäude sind neben der Verwaltung (Buchhaltung, Vorstandsbüro, Sitz des Kulturleiters) Schulungsräume angesiedelt.
Mit der Gründung eines Wissenschaftlichen Beirates im November 2002 ist mittelfristig die Gründung eines Wissenschaftlichen Instituts das Ziel. Eine erste Aktivität des Wissenschaftlichen Beirats wird die Gründung eines Verlages und die Herausgabe einer Vierteljahresschrift sowie eines wissenschaftlichen Jahrbuches sein, das neben literaturwissenschaftlichen Themen auch anderen geisteswissenschaftlichen Fragen, so z. B. der oberschlesischen Geschichte und Landeskunde, offenstehen soll.

## Angebote des OEKB
Das Oberschlesische Eichendorff-Kultur- und Begegnungszentrum bietet modernen Komfort, eine gepflegte Gastronomie und ein Kulturangebot an einer historischen Stätte.
Im Haupthaus befinden sich 24 Zimmer mit maximal 54 Betten. (Die Zimmer sind mit Telefon, Dusche/WC und Satelliten-TV  ausgestattet).
Für die Durchführung von Tagungen, Schulungen, Seminaren sowie privaten und betrieblichen Feiern stehen im Haupthaus folgende Räume zur Verfügung:
- Konferenzsaal für 100 Personen mit Bühne (Eichendorff-Saal)
- Konferenzsaal für 40 Personen  (Hauptmann-Saal)

Im Schulungsgebäude stehen ferner Schulungsräume zur Verfügung für:
- 30 Personen (Raum Scholtis),
- 20 Personen (Raum Holtei), sowie ein
- Computersaal mit 10 Computern und Internet-Zugang

Im Erdgeschoss des Schulungsgebäudes befindet sich in 6 Räumen die vormals im Pfarrgebäude befindliche Eichendorff-Gedenkstube, die um eine archäologische Abteilung erweitert und zu einem Regionalmuseum ausgebaut wird.

## Schlossruine

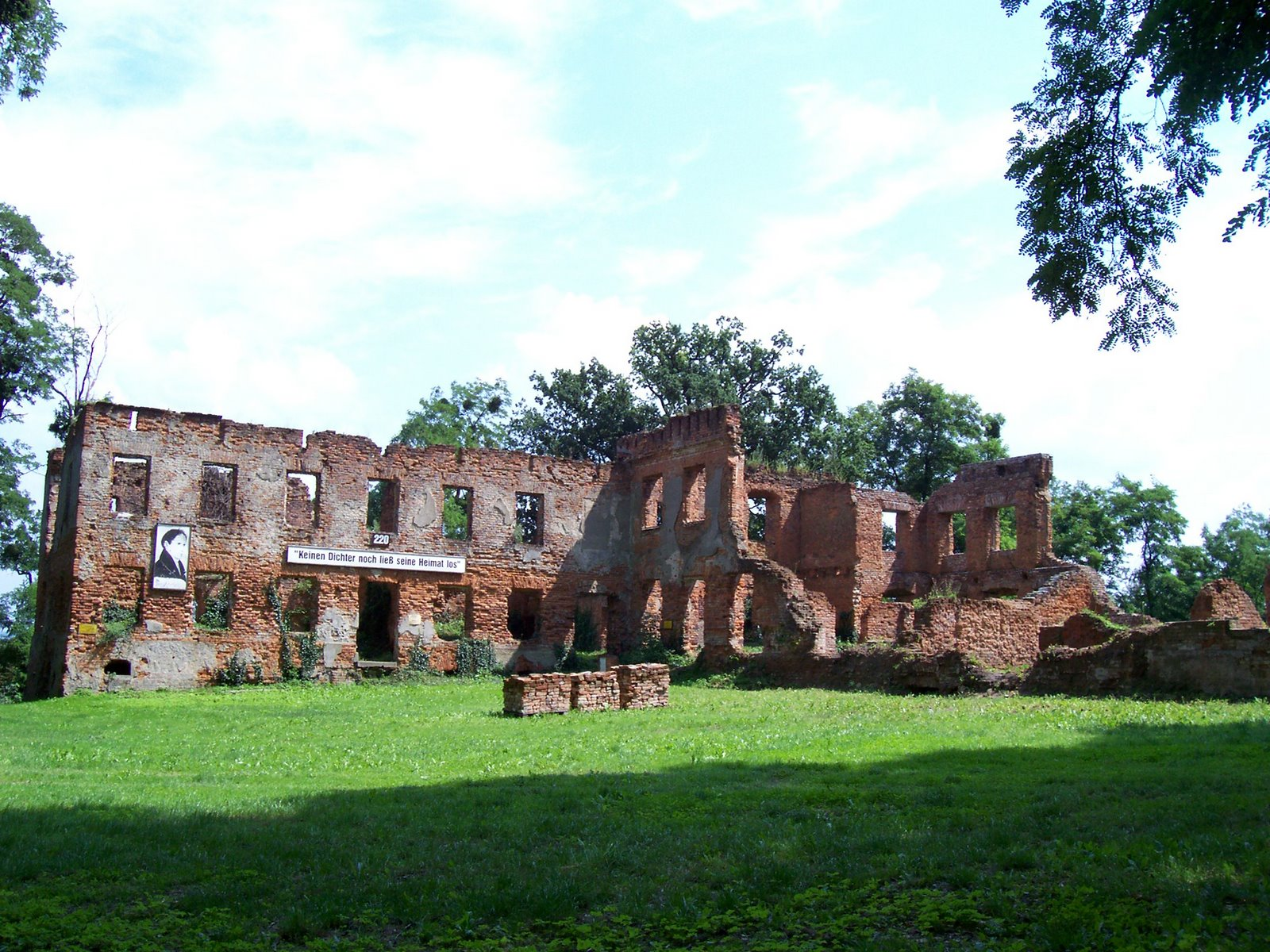
Die Ruine des Lubowitzer Schlosses

Eine große Rolle in den Überlegungen zur weiteren Nutzung des OEKB spielt die Schlossruine.
Diese befindet sich in einem ruinösen Zustand und es besteht akute Einsturzgefahr. Der Verfall begann durch die Zerstörung im Jahre 1945, Regen, Schnee und Wind haben der Ruine in den nachfolgenden Jahrzehnten weiter zugesetzt, zumal die notwendigen Sicherungsarbeiten unterblieben.
Ein Konzept für den Schlossaufbau liegt bereits in Form einer Magisterarbeit eines Studenten der Schlesischen Technischen Universität in Gleiwitz (Gliwice) vor.

## Weitere Sehenswürdigkeiten
Mit dem Eichendorff-Zentrum sind räumlich eng verbunden:
- Das Eichendorff-Gedenkmuseum. Im April 2005 wurde dieses in Lubowitz  eröffnet. Dort werden Gegenstände ausgestellt, die in den letzten Jahren entdeckt wurden.
- Die Ruine des Schlosses Lubowitz, die ganz in der Nähe liegt, mit den Resten des kleinen Schlossparks.
- Der alte Friedhof mit einigen wertvollen Grabdenkmälern.
- Die neogotische Kirche aus dem Jahr 1907.